# کمیل الاسود
کمیل الاسود (انگلیسی: Kamil Al Aswad؛ زادهٔ ۸ آوریل ۱۹۹۴) بازیکن فوتبال اهل بحرین است.
از باشگاه‌هایی که در آن بازی کرده‌است می‌توان به باشگاه ورزشی الرفاع اشاره کرد.
وی همچنین در تیم ملی فوتبال بحرین بازی کرده‌است.